# Guentherocoris
Guentherocoris is een geslacht van wantsen uit de familie van de Miridae (Blindwantsen). Het geslacht werd voor het eerst wetenschappelijk beschreven door Schuh & Schwartz in 2004.

## Soorten
Het genus is monotypisch en bevat alleen de volgende soort:

- Guentherocoris atritibialis (Knight, 1930)